# Sepp Innerkofler

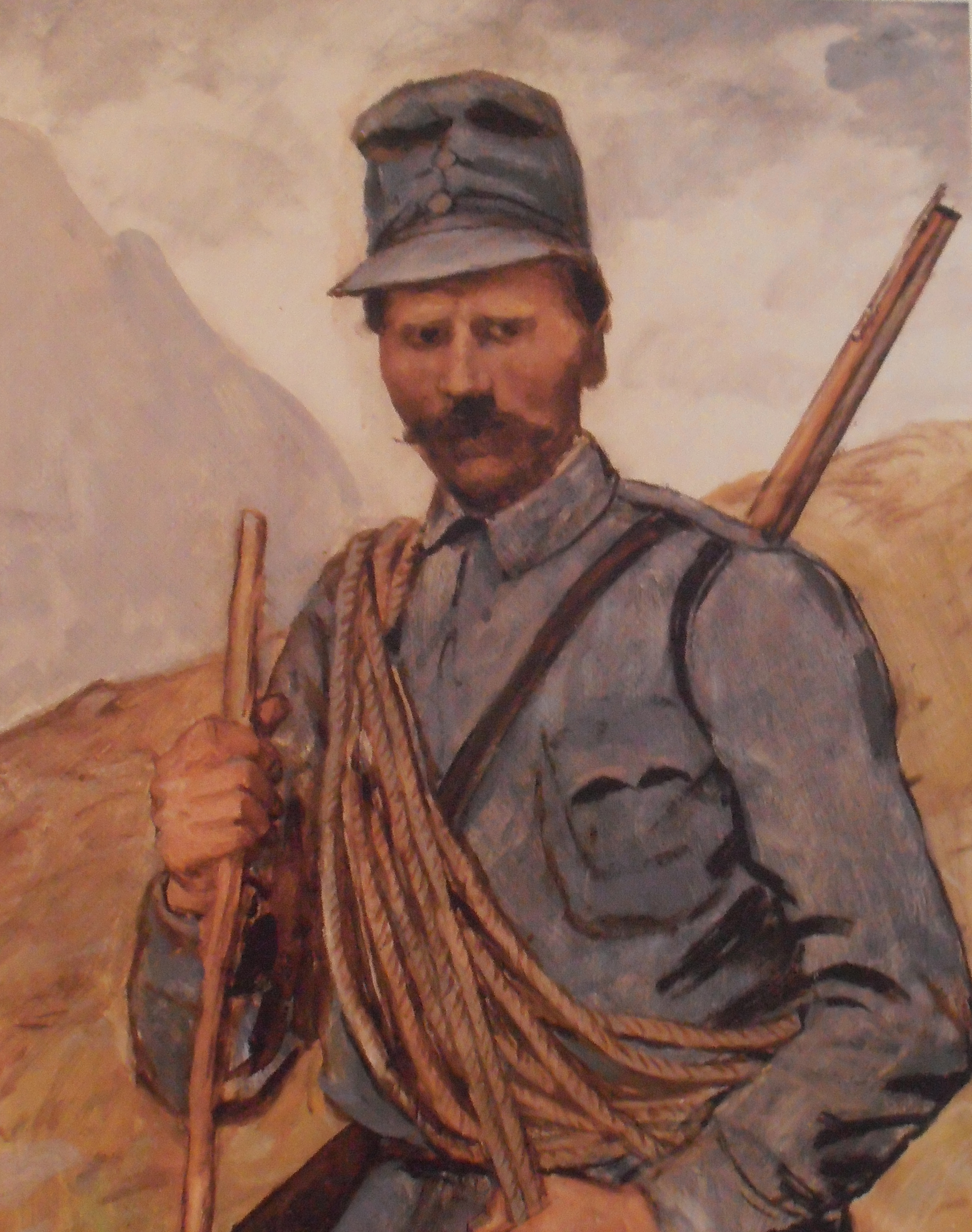
Sepp Innerkofler, Gemälde von Franz Defregger

Joseph "Sepp" Innerkofler (* 28. Oktober 1865 in Sexten, Südtirol; † 4. Juli 1915 am Paternkofel) war ein österreichischer Bergführer und Gastwirt.

## Leben
Sepp Innerkofler wurde als ehelicher Sohn des Bauern Sebastian Innerkofler vulgo Steinmetz und dessen Frau Ursula, geborene Fuchs auf dem elterlichen Bauernhof, damals unter der Adresse St. Veit Nr. 36 geführt, in Sexten, der östlichsten Gemeinde Südtirols, geboren.
Innerkofler heiratete am 8. Januar 1895 Maria Stadler (1861–1946) aus St. Lorenzen. Aus der Ehe gingen sieben Kinder hervor. 1898 übernahm Sepp als Hüttenwirt die 2405 m hoch gelegene Dreizinnenhütte auf dem Toblinger Riedel, die unter seiner Führung mehrfach zu einer Unterkunft mit 40 Lagerplätzen ausgebaut wurde. Im heimischen Sexten eröffnete er 1903 im Fischleintal das Hotel Dolomitenhof.
Als Bergsteiger wurde Sepp Innerkofler durch die Erstbegehung (1890) der Nordwand der Kleinen Zinne in den Sextener Dolomiten bekannt. Diese Leistung war auch insofern bemerkenswert, als es hier »nur« um eine neue schwierige Route (nach heutiger UIAA-Skala Schwierigkeitsgrad IV-) auf einen bereits bestiegenen Berg ging – der Gipfel der Kleinen Zinne war bereits 1881 durch Michel und Johann Innerkofler erstmals erreicht worden. Darüber hinaus hatte er die Wand bis über die Schlüsselstelle hinaus im Alleingang bereits erstiegen, bevor er umkehrte, um den Gepflogenheiten seiner Zeit entsprechend zusammen mit seinem Vetter Veit den Touristen Hans Helversen auf den Gipfel zu führen.
Nach Beginn des Ersten Weltkriegs konnte er auf seinen Bergtouren im Grenzgebiet Österreich/Italien auf italienischer Seite frühzeitig Kriegsvorbereitungen erkennen. Nach der Kriegserklärung Italiens an Österreich im Mai 1915 war die militärische Lage in den Alpen für Österreich prekär, weil die Hauptmacht der Armee an der serbisch-russischen Front stand. Zum Schutz der Tiroler Südgrenze formierten sich einer alten Tradition folgend Tiroler Standschützen, die aus Jugendlichen oder älteren Männern bestanden, die nicht zu den wehrpflichtigen Jahrgängen gehörten.
Innerkofler bildete einen Trupp aus Bergführern innerhalb der Standschützen. Aufgrund genauer Ortskenntnis und alpinistischer Fähigkeiten organisierten diese einen erfolgreichen Bewegungskrieg in den Bergen. Der Erfolg bestand darin, dass die Front in den Alpen bis zum Eintreffen von Verstärkungen (Kaiserjäger) gehalten werden konnte und ein italienischer Durchbruch verhindert wurde. Innerkofler fiel am 4. Juli 1915 im Kampf beim Versuch, den von italienischen Alpini besetzten Gipfel des Paternkofels zurückzuerobern. Begleitet wurde er von den Sextenern Forcher (der ebenfalls im Rahmen der Aktion verwundet wurde), Rogger und seinem Schwager Andreas Piller (allesamt Bergführer) sowie Franz von Rapp und Josef Taibon. Über die Umstände seines Todes sind mehrere Versionen in Umlauf:
- Einige Quellen behaupten, Sepp Innerkofler zog sich bei einem Sturz in den Oppelkamin tödliche Verletzungen zu, nachdem der Alpino Piero de Luca – in Ermangelung einer schussbereiten Waffe – ihn mit einem Stein am Kopf getroffen hatte. Diese Version soll de Luca noch im Alter von 82 Jahren bestätigt haben, als man ihn in Verbindung mit einer Gedenkfeier für Innerkofler hierzu interviewte. De Luca soll von Innerkofler noch kurz zuvor aus den Wänden der Großen Zinne gerettet worden sein, in denen er sich bei einer Erkundung verstiegen hatte. Die Italiener baten die verfeindeten Österreicher um Innerkoflers Hilfe, da sie selbst zur Rettung de Lucas nicht in der Lage waren. Für die Dauer der Rettungsaktion blieben die zwei italienischen Unterhändler als Faustpfand bei den Österreichern.

- Andere Quellen behaupten, Innerkofler sei Opfer eigenen Sperrfeuers geworden. Diese Darstellung soll auch Innerkoflers Sohn Pepi zum 60. Todestag gegeben haben. Wie sein Bruder Gottfried soll auch Pepi das Geschehen mit dem Feldstecher verfolgt haben.

Wie vom am versuchten Gipfelsturm beteiligten Benitius (auch: Benitus) Rogger bestätigt wurde, soll zum für Innerkofler tödlichen Ausgang des Geschehens beigetragen haben, dass mehrere der von ihm gegen die italienische Gipfelstellung geworfenen Handgranaten nicht zündeten. Der tote Innerkofler wurde von de Luca und den Alpini geborgen und identifiziert. Die Leiche wurde zunächst am Gipfel des Paternkofels beigesetzt und das Grab aus Respekt vor der Person Innerkoflers mit einem einfachen Holzkreuz mit der Inschrift „Sepp Innerkofler, Guida“ (deu.: Sepp Innerkofler, Bergführer) versehen. 1918 wurde der Leichnam von Sohn Gottfried und Freunden exhumiert und auf den Friedhof von Sexten umgebettet, nachdem sich der Frontverlauf verändert hatte.

## Rezeption

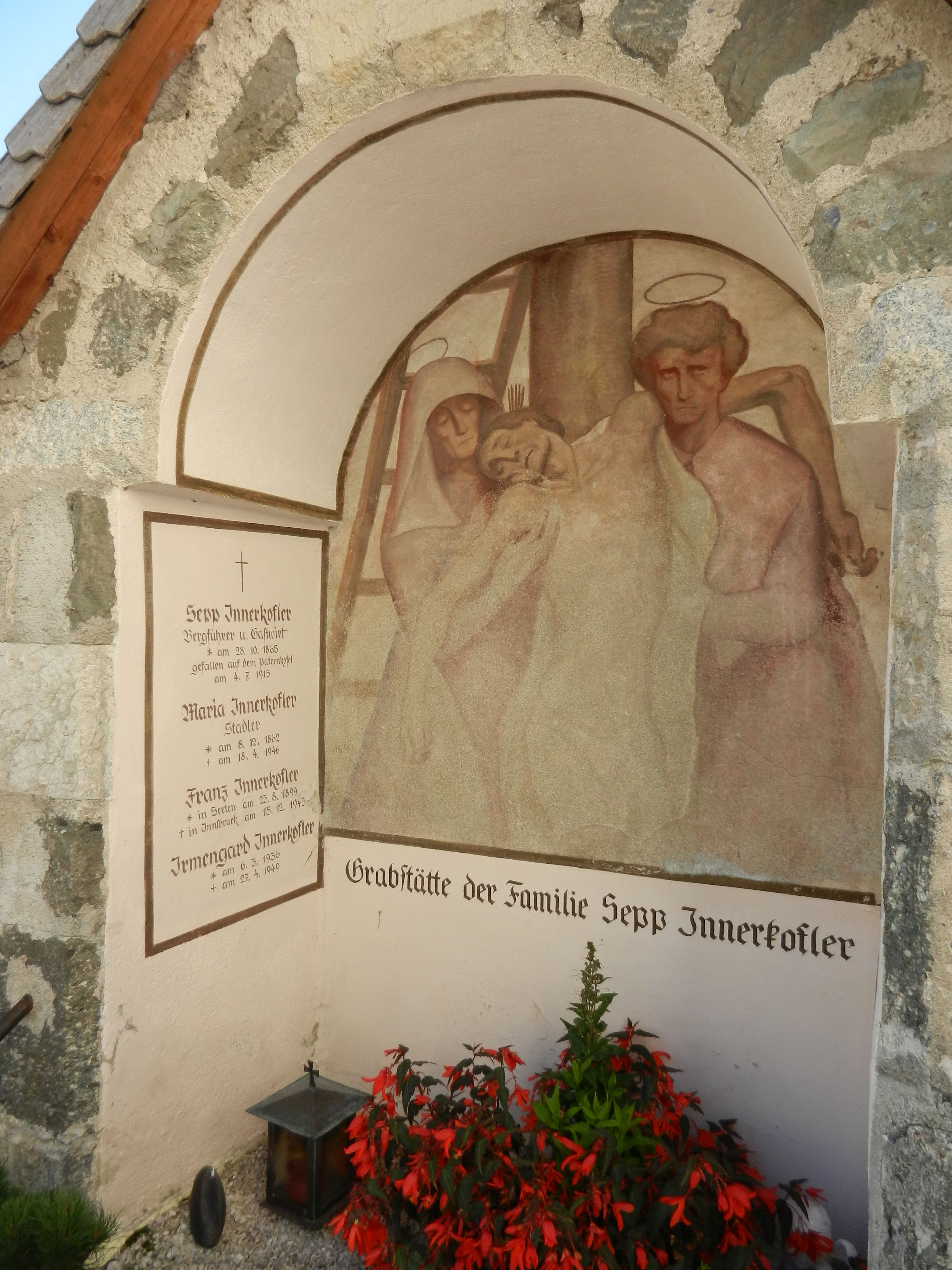
Grab von Sepp Innerkofler am Ortsfriedhof von Sexten

Zur Erinnerung an Sepp Innerkofler und Piero de Luca wurde der Klettersteig von der Dreizinnenhütte auf den Paternkofel nach den beiden Akteuren benannt.
Während der NS-Zeit bestand ab 1936 an der Ludwig-Maximilians-Universität München eine Kameradschaft Sepp Innerkofler des NSD-Studentenbundes, deren Altkameradschaft die vormalige Münchener Burschenschaft Apollo bildete.
Der 1. Unteroffizierslehrgang an der Heeresunteroffiziersakademie des Bundesheeres im Jahr 1995 trug seinen Namen.